# Aeroportul Municipal Beaumont
Aeroportul Municipal Beaumont (IATA: BMT, ICAO: KBMT, FAA LID: BMT) este un aeroport din Texas, Statele Unite ale Americii ce deservește zona Beaumont⁠(d). A fost numit după zona deservită.
Situat la o altitudine de 10 m, aeroportul dispune de 1 pistă.

## Infrastructură

### Piste
Aeroportul dispune de o singură pistă. Pista 13/31 are suprafața de asfalt și dimensiunile 4.001 picioare × 75 picioare. 